# Oba Akira
Akira Oba (sinh ngày 22 tháng 4 năm 1976) là một cầu thủ bóng đá người Nhật Bản.

## Sự nghiệp câu lạc bộ
Akira Oba đã từng chơi cho Tokushima Vortis.